# Mariene ecoregio Chagosarchipel
De Mariene ecoregio Chagosarchipel (106) (Engels: Chagos marine ecoregion) is een biogeografische regio en ligt in het noorden van de Indische Oceaan in de Mariene provincie Eilanden Centrale Indische Oceaan (22) in het Marien rijk Westelijke Indo-Pacific. De mariene ecoregio is vastgesteld door het World Wide Fund for Nature en The Nature Conservancy en is vernoemd naar de Chagosarchipel.
In het noorden grenst het gebied aan de mariene ecoregio Malediven (105).

## Geografie
De mariene ecoregio ligt in het noorden van de Indische Oceaan rond de Chagosarchipel in het Brits Indische Oceaanterritorium.

## Biogeografie
Het gebied kent zeeleven dat houdt van tropische temperaturen.